# Filzsee
Filzsee är en sjö i Österrike.   Den ligger i förbundslandet Steiermark, i den centrala delen av landet, 220 km sydväst om huvudstaden Wien. Filzsee ligger 2 056 meter över havet.
I omgivningarna runt Filzsee växer i huvudsak blandskog. Runt Filzsee är det ganska glesbefolkat, med 25 invånare per kvadratkilometer.